# بيتر فاسيك
بيتر فاسيك (بالتشيكية: Petr Vašek)‏ هو لاعب كرة قدم تشيكي في مركز حراسة المرمى، ولد في 9 أبريل 1979 في Čeladná ‏ في جمهورية التشيك. لعب مع بانيك أوسترافا وتوم تومسك وسيبير نوفوسيبيريسك ونادي سلوفاكو ونادي كلادنو.

## وصلات خارجية
- بيتر فاسيك على موقع قاعدة بيانات كرة القدم.إي يو (الإنجليزية)
- بيتر فاسيك على موقع Soccerway.com (الإنجليزية)